# Oblast Transkaspië
Oblast Transkaspië (Russisch: Закаспийская Область, Zakaspijskaja oblast), informeel ook wel aangeduid als Trankaspië of Transkaspisch Gebied, was een oblast (provincie) in het generaal-gouvernement Turkestan van het Russische Rijk, die werd gevormd in 1898 uit de door de Russen veroverde gebieden ten oosten van de Kaspische Zee en bleef bestaan tot 1924, toen het onderdeel gemaakt werd van de Sovjet-Unie. Het grensde in het zuiden aan het Iraanse Khorasan en Afghanistan, in het noorden aan de voormalige Russische provincie van Oeralsk, in het noordoosten aan de vroegere Russische protectoraten Xiva en Buchara en in het zuidoosten ook aan Afghanistan. Het had een oppervlakte van 341.984,91 km², grofweg het gebied van het huidige Turkmenistan

## Geschiedenis
Transkaspië werd veroverd door het Russische Rijk tussen 1879 en 1885, door een aantal veldtochten, die werden geleid door de generaals Lomakin, Skobelev en Annenkov. De Trans-Kaspische spoorlijn werd aangelegd vanaf de oevers van de Kaspische Zee in 1879 om hiermee de Russische controle over het gebied veilig te stellen en te zorgen voor een snelle militaire route naar de Afghaanse grens. In 1885 werd een crisis neergeslagen door de Russische annexatie van de oase Pendjeh ten zuiden van Merv, die bijna leidde tot een oorlog met het Britse Rijk, omdat werd gedacht dat de Russen van plan waren om op te marcheren naar de stad Herat in Afghanistan. Tot 1898 was Transkaspië onderdeel van het onderkoninkrijk van de Kaukasus en werd bestuurd vanuit Tiflis, maar in dat jaar werd het gemaakt tot een oblast van het generaal-gouvernement Turkestan (Russisch Turkestan) en werd het bestuurd vanuit Tasjkent.
De bekendste militaire gouverneur, die het gebied bestuurde vanuit Asjchabad, was waarschijnlijk generaal Koeropatkin, wiens autoritaire methoden en persoonlijke stijl van bestuur maakten dat de provincie erg moeilijk te besturen werd door zijn opvolgers. Daarop kreeg het bestuur van Transkaspië de bijbetekenis van corruptie en wreedheid binnen Russisch Turkestan, aangezien de Russische bestuurders hun districten omvormden tot kleine heerlijkheden en geld afpersten van de lokale bevolking. Deze wantoestanden kwamen volledig aan het licht bij het rapport van 1908-1910 van graaf Konstantin Pahlen. Tijdens de revolutionaire periode van 1917 tot 1919 werden gedeelten van Transkaspië tijdelijk bezet door Brits-Indische troepen vanuit Meshed. Het gebied was een van de laatste centra van het Basmatsjiverzet tegen de bolsjewistische heerschappij ten tijde van de Russische Burgeroorlog, waarbij de laatste opstandige Turkmenen vielen langs de grens met Afghanistan en Iran van 1922 tot 1923.